# اشتایناخ ام برنر
اشتایناخ ام برنر (به آلمانی: Steinach am Brenner) یک منطقهٔ مسکونی در اتریش است که در اینسبروک لند واقع شده‌است. اشتایناخ ام برنر ۲۸ کیلومتر مربع مساحت دارد ۱٬۰۴۸ متر بالاتر از سطح دریا واقع شده‌است.